# 石油工学
石油工学（せきゆこうがく、英語: Petroleum engineering）は原油や天然ガスとしての炭化水素生産に関する工学の分野である。石油探査と生産は石油・天然ガス産業の上流部門に含まれるとされる。 石油探査と石油工学は地下貯留層からの石油・天然ガスの経済的な回収を最大限にすることに焦点を当てている。石油地質学や地球物理学では炭化水素貯留層の岩石の静的な性質を取り扱うものであるが、石油工学は高圧下の多孔質の岩石中での水分、石油、ガスの物理的挙動を詳細な理解による石油や天然ガスの回収可能量の推定に焦点を当てている石油工学は他の工学の分野と同様に数学、物理学、化学の知識を要し、関連分野には地質学、油田掘削工学、経済学、地球統計学などがある。

## 関連文献
- Bradley, Howard B. (1987). Petroleum Engineering Handbook. Richardson, Texas: Society of Petroleum Engineers. ISBN 1-55563-010-3